# Battaglia di Abolus (338 a.C.)
La battaglia di Abolus si svolse nel 339-338 a.C. e vide contrapposti i Sicelioti, guidati da Timoleonte, contro i soldati cartaginesi, catanesi e leontinesi guidati da Mamerco, tiranno di Catania. Si è tuttora incerti sulla localizzazione del torrente Abolus, citato da Plutarco (in greco antico: Ἄβολον?, Ābolon); ma si pensa che sia oggi il fiume che passa per Augusta, all'epoca chiamato Alabis. Esso dovrebbe essere il medesimo di Diodoro Siculo, Bibliotheca historica IV, 78; ma non si è certi vista la variazione della radice della parola.

## Antefatti
Timoleonte, deposti alcuni tiranni nella Sicilia greca, stava ora marciare contro Catania, in particolare contro Mamerco e il suo esercito. Nel far ciò, però, non si curò dell'opposizione del tiranno di Leontini, Iceta, e dei Cartaginesi, che dopo la disfatta nell'assedio di Siracusa si erano di nuovo preoccupati degli affari di Sicilia dopo la disfatta nella battaglia del Crimisso. Gescone, comandante cartaginese, giunse presso Catania con settanta navi e rinvigorì l'esercito del tiranno, mentre Timoleonte ricevette come rinforzi i soldati di Filomelo che avevano occupato Delfi e che, quindi, erano molto valorosi. Quando Timoleonte entrò a Leontini, riuscì a catturare Iceta, suo figlio, Eupolemo, la madre e le figlie che furono poi uccise. Il generale corinzio si diresse successivamente verso Catania.

## Svolgimento
Ben poco si conosce riguardo alle dinamiche della battaglia, dato che Plutarco, unica nostra fonte, è molto conciso e diretto nella narrazione.
(Plutarco, Vita di Timoleonte, 34)

## Conseguenze
I Cartaginesi, sconfitti ancora, chiesero di cessare le ostilità a Timoleonte che, accettata la richiesta, pose presso il fiume Lico il confine. Catania non era ancora perduta, Mamerco cercò allora di convincere i Lucani a schierarsi contro Timoleonte, anche se, ancora prima di arrivare nel Bruzio, i suoi fautori si arresero e consegnarono la città.
Mamerco si rifugiò a Messina presso la corte del tiranno Ippone, ma, quando fu conquistata dall'inarrestabile esercito di Timoleonte, Mamerco fu trovato, portato a Siracusa e infine giustiziato.